# Чело, Ледина
Ледина Чело (алб. Ledina Çelo, 9 февраля 1977, Тирана) — албанская певица и модель.
В декабре 2003 года она была ведущей на албанском национальном отборе на конкурс «Евровидение». Год спустя она приняла участие в качестве участника и выиграла конкурс с песней Nesër Shkoj. На Евровидении она исполнила английский вариант песни — «Tomorrow I Go». Она дошла до финала благодаря хорошему результату Аньезы Шахини в предыдущем году. Она заняла 16 место в финале. Песня Ледины, «Е Doni Dashurinë», исполненная с Луаном Жегу на Festivali I Këngës 1995 сорвала больше всего аплодисментов в истории Festivali I Këngës, в общей сложности 7 минут и 11 секунд. Однако, песня заняла лишь второе место.
19 ноября 2006 года, Ледина Чело заняла 2 место на фестивале Kënga Magjike с мощной балладой под названием «Jemi Të Huaj».

## Награды и номинации
Конкурс «Евровидение-2005»
| Год  | Номинируемая работа | Категория | Результат |
| ---- | ------------------- | --------- | --------- |
| 2005 | «Tomorrow I Go»     | Участник  | 16 место  |

Festivali i Këngës
| Год  | Номинируемая работа | Категория  | Результат |
| ---- | ------------------- | ---------- | --------- |
| 2004 | «Tomorrow I Go»     | Первенство | Победа    |

Kënga Magjike
| Год  | Номинируемая работа             | Категория              | Результат |
| ---- | ------------------------------- | ---------------------- | --------- |
| 2003 | «Te dua se je Ti»               | Приз Linda Association | Победа    |
| 2004 | «Ne nje ishull qe nuk ekziston» | Зрительский приз       | Победа    |
| 2006 | «Jemi te huaj»                  | Лучшая певица          | Победа    |
| 2006 | «Jemi te huaj»                  | Second Prize           | Победа    |
| 2013 | «Gaboja»                        | Лучшая баллада         | Победа    |
| 2013 | «Gaboja»                        | Второе место           | Победа    |

Videofest Awards
| Год  | Номинируемая работа     | Категория           | Результат |
| ---- | ----------------------- | ------------------- | --------- |
| 2005 | «Vagabond nga dashuria» | Лучшая певица       | Номинация |
| 2005 | «Vagabond nga dashuria» | Лучший монтаж       | Номинация |
| 2007 | «Të ndjejë të huaj»     | Лучшая съёмка       | Победа    |
| 2007 | «Të ndjejë të huaj»     | Лучшее производство | Номинация |

Zhurma Show Awards
| Год  | Номинируемая работа     | Категория    | Результат |
| ---- | ----------------------- | ------------ | --------- |
| 2004 | «Vagabond nga dashuria» | Лучшее видео | Номинация |